# Crystals
Crystals foi um grupo italiano de rock progressivo.

## História
A banda, apesar de obter uma formação bastante relevante, teve vida breve. Foram um supergrupo formado por músicos célebres, ex-componentes de grupos importantes como Premiata Forneria Marconi (Piazza), Banco del Mutuo Soccorso, (Todaro), Raccomandata con Ricevuta di Ritorno e Samadhi (Civitenga) e Alphataurus (Santandrea). O líder era Paolo Tofani, ex- Area e Eletric Frankestein, autor de todas as músicas.
O grupo realizou apenas um álbum, homônimo, pela etiqueta Cramps, mas por razões desconhecidas, não foi lançado, o que apenas ocorreu em formato CD no início dos anos 1990. As letras são em inglês, embora o álbum contenha longas partes instrumentais. De acordo com os críticos, o gênero é mais próximo aos grupos ingleses do que dos italianos.

## Formação
- Carlo Degani (voz, percussões)
- Nanni Civitenga (guitarra)
- Marcello Todaro (guitarra)
- Giorgio Piazza (baixo)
- Giorgio Santandrea (bateria)

## Discografia
- 1992 - Crystals, Mellow (MMP 120, gravado em 1973);